# 周世昌
周 世昌（しゅう せいしょう、生没年不詳）は、中国・北宋期の商人。平安時代中期の日本に来航した。

## 概要
『宋史』日本国伝に、大風によって日本に漂着していた建州の海商・周世昌が咸平5年（1002年、和：長保4年）に帰国したという記事が見られる。世昌は日本人の「籐吉」という人物を連れて真宗に謁見し、彼とともに詩を詠んだ。同書によれば世昌は海難から約7年後に帰国したとあるが、咸平5年の7年前にあたる至道元年（995年、和：長徳元年）には、朱仁聡・林庭幹といった商人70人ほどが日本の若狭国に来航しており、世昌もその一員だったものと思われる。彼らは程なく隣国の越前国に移されたが、翌年に越前守として現地に赴任していた藤原為時が「大宋羌世昌」に贈った漢詩二篇が残されている。
この詩はこの年の夏ごろに藤原為時が着任するにあたって、宋商らの滞在する「水館」で宋商らが為時に謁見した際に詠まれたものである。姓の違いはあるものの、同名であるであることや詩文に通じているという共通点から、羌世昌は周世昌を指すとする説が有力である。その後、日本側の諸史料より「羌世昌」の名は見られないが、同僚と見られる朱仁聡は咸平3年（1000年、和：長保2年）までは滞日していたことがわかっているため、咸平5年の世昌の帰国は朱仁聡ら商団の離日を意味するものと考えられている。